# Abengibre
Abengibre (anteriormente hasta 1887 Abenjibre) es un municipio español situado al sureste de la península ibérica, en la provincia de Albacete, dentro de la comunidad autónoma de Castilla-La Mancha. En 2020 contaba con 761 habitantes, según datos del INE. Se encuentra a 45 km de la capital provincial.
Uno de los más importantes descubrimientos en este municipio fue La vajilla ibérica de Abengibre, conocida como "Los Platos de Abengibre" o "El Tesoro de Abengibre", es la pieza arqueológica más importante de las halladas hasta el momento en su término municipal y una de las más destacables de la provincia de Albacete. 
Fue encontrada en febrero de 1934, por pura casualidad, por un agricultor mientras estaba cavando en el paraje denominado "El Vallejo de las Viñas", que se encuentra en la loma situada frente al actual emplazamiento del pueblo.

## Toponimia
El topónimo deriva del árabe ابن جبر (ibn Ǧabr, «hijo de Yabr»).

## Geografía
Abengibre se sitúa en el noreste de la provincia de Albacete, entre los valles de los ríos Júcar y Cabriel. Limita con los siguientes municipios: Jorquera, La Recueja, Alcalá del Júcar y Fuentealbilla. El término municipal es atravesado de norte a sur por el arroyo de Abengibre, pasando junto a la villa, y llegando al paraje de Los Rulos donde se adentra en el municipio de Jorquera. El arroyo de Abengibre es un río estival largo que atraviesa las provincias de Cuenca y de Albacete, siendo afluente del Júcar, donde desemboca.

## Historia
Los orígenes de este municipio son confusos, pero lo que sí podemos afirmar es su procedencia musulmana, debido a importantes vestigios de esta cultura. Sin embargo, hay otra teoría en la cual se defiende un origen íbero.
Abengibre perteneció al Estado de Jorquera, villa de la que se segregó en el siglo XIX constituyéndose como municipio independiente.
En el paraje del Vallejo de las Viñas, en 1934, de forma fortuita, se encontró un conjunto de platos íberos de plata (Tesoro de Abengibre). Los encontró un agricultor plantando una viña. Se conservan en el Museo Arqueológico Nacional. Con más de 2500 años de antigüedad, sus inscripciones han aportado importante información en la transcripción del alfabeto íbero.
En una casa particular se halló una estela de época romana.
El núcleo urbano se componía de dos núcleos diferenciados: Abengibre, el núcleo original alrededor de la iglesia de San Miguel y un núcleo secundario, Casas de Torres, que fue independiente hasta el siglo XIX, quedando integrado después en Abengibre.

## Geografía humana

### Demografía
Cuenta con una población de 759 habitantes (INE 2024).
| Gráfica de evolución demográfica de Abengibre entre 1842 y 2021                                                                                                |
| |
| Población de derecho según los censos de población del INE Población de hecho según los censos de población del INEEn este censo se denominaba Abenjibre: 1877 |

### Economía
La base económica de Abengibre se fundamenta en la agricultura, especialmente en el cultivo de la vid, y en la ganadería. Desde antiguo, estas actividades se complementaron con el comercio, siendo el oficio de arriero un oficio común entre los vecinos de la localidad en los diferentes censos realizados en épocas antiguas.
Cabe destacar desde finales de los años 70 hasta final de siglo XX el carácter emprendedor del pueblo de Abengibre, centrando como motor económico del municipio la venta ambulante, sobre todo en la venta del melones y sandías, que se compraban directamente a los agricultores que las cultivaban en zonas de Andalucía, Levante y La Mancha, y que se transportaban y se vendían en Cataluña, Levante, provincia de Albacete, etc.
A principios del siglo XXI empezó a cobrar importancia el sector secundario, con la implantación de industrias enfocadas a la transformación de la madera, legumbres y derivados cárnicos.

## Administración
Pertenece al partido judicial de Casas-Ibáñez.
| Periodo   | Nombre                                            | Partido |
| --------- | ------------------------------------------------- | ------- |
| 1979-1983 | José Carrión Pérez                                | UCD     |
| 1983-1987 | José Carrión Pérez                                | AP      |
| 1987-1991 | José Carrión Pérez                                | PP      |
| 1991-1995 | Francisco Pardo Piqueras Felicidad Alberola Pérez | PSOE    |
| 1995-1999 | Felicidad Alberola Pérez                          | PSOE    |
| 1999-2003 | Felicidad Alberola Pérez                          | PSOE    |
| 2003-2007 | Felicidad Alberola Pérez                          | PSOE    |
| 2007-2011 | Felicidad Alberola Pérez                          | PSOE    |
| 2011-2015 | Felicidad Alberola Pérez                          | PSOE    |
| 2015-2019 | Diego Pérez González                              | PSOE    |
| 2019-2023 | Diego Pérez González                              | PSOE    |
| 2023-act. | Javier García Cebrián                             | PP      |

## Patrimonio
La iglesia parroquial es barroca. En su interior alberga un lienzo del siglo XVII que representa a San Miguel Arcángel con influencias de la Escuela Sevillana.
Es una construcción de nave única, cubierta con bóveda de lunetos, sobre arcos fajones. A los pies se sitúa un gran coro, que ocupa toda la nave sobre un gran arco carpanel. La cabecera tiene forma poligonal, es la parte más antigua de la construcción y probablemente pertenece a una construcción anterior. La nueva construcción es de 1723. En el año 1776, Isidro Carpena Lorenzo, talla y ensambla el retablo del altar mayor.
En el año 1800 se amplían las capillas laterales, separadas de la nave central por arcos formeros. En el lado del Evangelio se sitúa una coqueta capilla con una semibóveda gallonada sobre pechinas, ésta en su origen fue la capilla de San José, hoy en día es la capilla de Nuestra Señora de los Dolores, donde podemos observar una interesante talla de la titular de la Escuela Murciana de mediados del siglo XX. Contigua a ésta, está la capilla de Nuestra Señora del Rosario; ésta fue la única talla que no se quemó durante la Guerra Civil, ya que en el momento del saqueo de la iglesia, una mujer, envolviéndola en una manta, la sacó de la iglesia por la sacristía y la escondieron en una cueva, la cual tapiaron para que no fuese descubierta. Al lado de esta capilla se encuentra la capilla del Bautismo con una interesante pila bautismal. A continuación y a los pies del templo, junto al coro, se sitúa la torre campanario.
En el lado de la Epístola, se abren dos capillas laterales, la de la Inmaculada Concepción y la de San Antón, una entrada lateral adintelada, y el altar del Santísimo Cristo Crucificado. 
Durante la Guerra Civil se destruyó el retablo mayor y todos los retablos laterales. Entre la imaginería quemada en la contienda, en agosto de 1936, se encontraban la imagen de San Miguel Arcángel, atribuida al imaginero murciano Francisco Salzillo. También desapareció pasto de las llamas San Cayetano, San Fulgencio y un San José obra de Roque López; y la antigua imagen de la Escuela Murciana de Nuestra Señora de los Dolores de influencia salzillesca, que llegó a Abengibre en 1761, aparte de otras muchas imágenes como una Inmaculada Concepción, Jesús Nazareno, o San Antonio de Padua. Tampoco se destruyó una talla del Niño Jesús, conocida popularmente como “El Niño de la bola”; desde que terminó la contienda se desconoce el paradero de dicha talla.

## Fiestas

### Fiestas mayores
Las fiestas mayores son en honor del patrón del municipio, San Miguel Arcángel, el 29 de septiembre. Se celebran alardes de moros y cristianos.
Los alardes de moros y cristianos en honor a San Miguel Arcángel, consisten en una batalla entre moros y cristianos por la posesión de la imagen del patrón, San Miguel Arcángel, y del pueblo. Constan de cuatro partes:
- Súplica, donde el general y embajador Cristiano piden a San Miguel que interceda y les ayude en la batalla contra los moros.
- Primer Alarde: se enfrentan moros y cristianos, ganan los moros y se apropian de la imagen del patrón para quemarla.
- Segundo Alarde: se enfrentan moros y cristianos, ganan los cristianos, recuperan la imagen de San Miguel Arcángel y se produce la entrada triunfal cristiana por las calles Valencia y Mayor, mientras se "tiran las campanas al vuelo" (volteo de campanas), que anuncian el triunfo de los cristianos.
- Despedida: una vez que moros y cristianos llegan a la plaza de la Iglesia se produce la conversión de los moros al Cristianismo y la despedida.

### Fiestas menores
Las fiestas menores se celebran el 8 de mayo, en honor de San Miguel Arcángel. Estas son las fiestas de acción de gracias por la presencia del arcángel en Abengibre. Se celebra que ese día, según la tradición pasada de padres a hijos, San Miguel se le apareció a un pastor en una cueva de una casa de campo a unos dos kilómetros del municipio, lugar que se conoce como Casa de Juan Valienta. Era costumbre el 8 de mayo por la mañana ir en romería hasta la cueva de la Casa de Juan Valienta. Allí se celebraba la Misa y se repartía a los asistentes pan bendecido.
Actualmente, la imagen de San Miguel de Mayo permanece todo el año en su ermita. Se baja en romería desde la ermita a la iglesia parroquial el fin de semana anterior al 8 de mayo. Este día, el 8 de mayo, se realiza la procesión de bendición de los campos, en la que orientando al arcángel hacia los cuatro puntos cardinales, se bendicen los campos para que las cosechas sean abundantes. Pasadas las fiestas de mayo, se subía la imagen de San Miguel de nuevo a su ermita; pero desde el año 2016, San Miguel de Mayo permanece los meses de verano en la parroquia y es subido a su ermita en romería el sábado anterior al 15 de agosto por la tarde. Así, todos los abengibreños que viven fuera y que regresan al pueblo a pasar las vacaciones, pueden disfrutar de su patrón y participar en el traslado de San Miguel en agosto a su ermita.

### Otras festividades
- En San Antón y San Blas se hacen hogueras en las calles, se bendice el pan para pedir al primero que guarde nuestros animales y, al segundo, que nos proteja de las afecciones de garganta.

- Nuestra Señora de la Candelaria: su fiesta es el 2 de febrero. En Abengibre esta celebración está unida a la de San Blas, y se realiza el domingo más próximo al 2 y 3 de febrero. Es la conmemoración de la Presentación de Jesús en el Templo. María y José llevaron a Jesús al Templo y, según la costumbre, ofrecieron como sacrificio dos tórtolas. En el templo se encontraba Simeón que tenía fama de ser un hombre justo. Al verlos tuvo la convicción de que actuaba impulsado por el Espíritu, lo tomó en brazos y bendijo a Dios diciendo el Nunc dimittis. En la parroquia, este día, la Asociación de Mujeres realiza un dulce llamado Nuegados (a base de frutos secos como almendra, avellana, nuez, cacahuete, miel y azúcar), se bendice y se come al terminar la Eucaristía.

- Jueves Lardero. Fiesta pagana que se celebra el jueves anterior al Miércoles de Ceniza. Este día todo el pueblo se va a pasar el día a los pinares cercanos a la Casilla de Segundo donde se come el tradicional hornazo, un bollo dulce con un huevo cocido teñido de rosa y decorado con almendras y bolas de anís. Tienen especial importancia en este día los Quintos, que son los jóvenes que ese año cumplen 18 años.

- Semana Santa. La Semana Santa abengibreña es una celebración sencilla, austera, pero llena de sentimiento.

Viernes de Dolores. Comienza tres días antes con la celebración de un Triduo a Nuestra Señora de los Dolores, advocación a la que los abengibreños tienen gran devoción, y termina con las celebraciones de Viernes de Dolores y la procesión de Nuestra Señora por las calles de Abengibre. El 25 de marzo de 2015, día de la Encarnación, se procedió a bendecir el manto de Nuestra Señora de los Dolores que había sido restaurado por las monjas dominicas de Jaén. Dicho manto fue confeccionado por las abengibreñas como acto de fe, amor y devoción a la Virgen en la década de 1940.
Jueves Santo. Conmemoración de La Última Cena y procesión del encuentro del Nazareno con su Madre.
Viernes Santo. Santo Vía Crucis. Hora Santa, Santos Oficios y procesión del Santo Entierro.
Sábado de Gloria. Misa de Resurrección y procesión del Encuentro, entre Nuestra Señora de los Dolores y El Resucitado. A media noche, los hombres acompañan a la imagen del Resucitado, las mujeres a la Virgen de los Dolores. Una vez que se encuentran Madre e Hijo, se le quita el luto a la Virgen y se celebra la Resurrección de Jesucristo.
- San Isidro. Al ser el patrón de los agricultores, el sábado más próximo a su festividad, el 15 de mayo, todo el pueblo se dirige en romería al Pinar del Llano, junto a la Casilla del Monte, donde se celebra una Misa de campaña y se pasa el día en familia.

- Corpus Christi. Desde muy temprano, se realizan en las puertas de las casas de las calles por donde pasa la procesión, altares confeccionados con colchas, mantelerías y mantones de manila. Se coloca una imagen religiosa en el centro. Las calles por donde pasará la custodia conteniendo en su interior el Santísimo Sacramento, se alfombran con hinojo.

- San Juan. Es costumbre este día, al alba, antes de que salga el sol, lavarte la cara con agua de alguno de los numerosos manantiales que rodean la localidad y dejarla secar, para así, estar guapo/a todo el año.

- Nuestra Señora del Rosario. Hay documentos que nos muestran que ya entre 1711 y 1712, se formó la Cofradía del Rosario. Se celebra el primer domingo de octubre, llamado Domingo del Rosario. En 2005, se recuperó la procesión de la Virgen del Rosario en Abengibre en la que se le cantan unas coplillas que siguen la estructura del Santo Rosario.